# Edward Mullen
Edward Connelly Mullen (ur. 22 czerwca 1949) – brytyjski judoka. Olimpijczyk z Monachium 1972, gdzie zajął dziewiąte miejsce w wadze lekkiej.
Brązowy medalista mistrzostw Europy w 1970. Drugi w drużynie w 1972 roku. 

## Letnie Igrzyska Olimpijskie 1972
| Konkurencja | Eliminacje         | Eliminacje                   | Repasaże            | Klas. końcowa |
| Konkurencja | Przeciwnik I       | Przeciwnik II                | Przeciwnik I        | Miejsce       |
| ----------- | ------------------ | ---------------------------- | ------------------- | ------------- |
| 63 kg       | Alan Sakai (CAN) Z | Jean-Jacques Mounier (FRA) P | Kim Yong-ik (PRK) P | 9.            |